# Batalla de Landshut
La batalla de Landshut tuvo lugar el 21 de abril de 1809 en Landshut, Baviera (actualmente Alemania), y fue librada entre fuerzas de Francia, Wurtemberg y Baviera bajo el mando de Napoleón y fuerzas austríacas bajo el mando el General Johann von Hiller. Pese a ser duplicados en números, los austríacos lucharon ferozmente hasta la llegada de Napoleón al campo de batalla, lo que llevaría a una clara victoria de la coalición francesa.

## Preludio
Hubo dos enfrentamientos en Landshut. El primero ocurrió el 16 de abril, cuando Hiller empujó a una división de defensores bávaros fuera del pueblo. Cinco días después, luego de la victoria francesa en Abensberg, el ala izquierda del ejército austriaco (36 000 hombres) se retiró hacia Landshut (esta fuerza estuvo una vez más al mando de Hiller). Napoleón creía que éste era el principal ejército austríaco y ordenó a Jean Lannes que persiguiera al enemigo. Las tropas de Lannes alcanzaro a Hiller el 21 de ese mes. Hiller había decidido defender Landshut para permitir a su tren de equipaje emprender la retirada. En Landshut había dos puentes que cruzaban el río Isar, y este tenía una isla en el centro. Hiller había colocado un puesto de avanzada de caballería en la parte norte del pueblo. Su fuerza principal se desplegó en Landshut y al sur, sobre terreno elevado. Temprano en la mañana, Hiller fue informado sobre el hecho de que una fuerza francesa (57 000 hombres) había cruzado el Isar río arriba en Moosburg. Masséna se encontraba al mando de esta fuerza.

## La Batalla
Hiller se había dado cuenta de que no iba a poder mantener su posición por mucho tiempo, mientras que Masséna estaba tratando de bloquear su retirada. A estas alturas, su caballería fue obligada a retroceder por las tropas de Lannes y los austriacos fueron empujados de vuelta a Landshut. Así fue que los franceses rápidamente tomaron el puente norte que cruzaba el río Isar, y los austríacos se replegaron a la parte principal del pueblo para defender el puente sur. Los austríacos trataron de prender fuego a ese puente, pero debido a las lluvias de días anteriores esto solo fue parcialmente efectivo. Sin embargo, los austríacos lograron cerrar las puertas al final del puente, obligando a los franceses a enfrentarse no solo a cruzar un puente quemado, sino también a tener que tumbar las puertas de la ciudad. Napoleón ordenó a Georges Mouton asumir el mando de los granaderos de la 17a Línea. Al enfrentarse a un intenso fuego austríaco de todas direcciones, Mouton ordenó a sus hombres a atacar sin disparar sus mosquetes. Los granaderos llegaron a la puerta y la derribaron, haciendo posible que las tropas bávaras reforzasen rápidamente la brecha.
La lucha continuó en las calles de Landshut. Sin embargo, los franceses ya había cruzado el puente justo al oeste del pueblo y se encontraban entrando en Landshut por el sur.

## Consecuencias
Muchos de los defensores fueron capturados, pero Hiller logró replegarse con el grueso de sus fuerzas a Neumarkt am Wallersee. Landshut finalmente cayó en manos de los franceses poco después del mediodía. La fuerza austríaca sufrió aproximadamente 10.000 bajas, al mismo tiempo que perdió 30 cañones, pero más importante fue la pérdida de un gran número de armón, un tren pontón, y miles de vagones de suministros. Las victoriosas fuerzas francesas pasaron gran parte de la tarde saqueando estos suministros.